# Baruun Bayan-Ulaan
Baruun Bayan-Ulaan är ett distrikt i Mongoliet.   Det ligger i provinsen Övörchangaj, i den centrala delen av landet, 500 km sydväst om huvudstaden Ulaanbaatar.